# Diözese Truro
Die Diözese Truro (lat.: Dioecesis Wintoniensis) ist eine Diözese in der Kirchenprovinz Canterbury der anglikanischen Church of England mit Sitz in Truro. Sie umfasst das gesamte Gebiet von Cornwall und den Scilly-Inseln. Zwei Pfarrgemeinden liegen in Devon.

## Geschichte

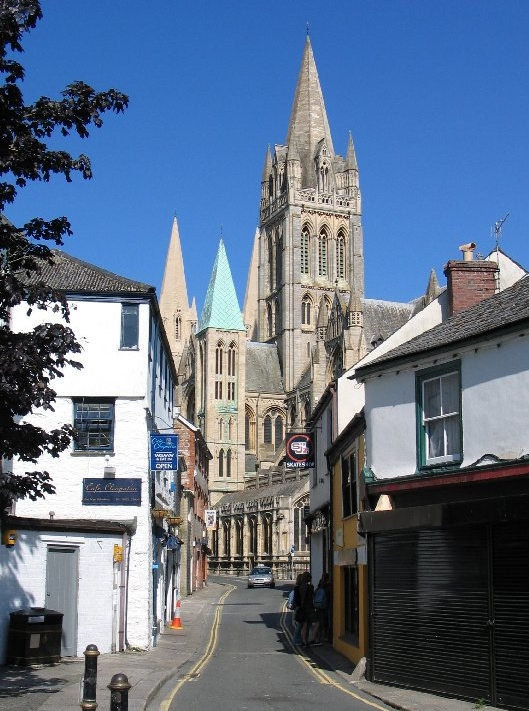
Kathedrale von Truro

Cornwall wurde ab dem 5. Jahrhundert christianisiert. Das Gebiet gehörte zuerst zum Bistum Sherborne und ab 909 zum Bistum Crediton. Von 931 bis 1040 existierte ein eigenständiges Bistum Cornwall, das dann aber wieder in das Bistum Crediton zurückkehrte. Im Jahre 1050 wurde der Bischofssitz nach Exeter verlegt und das Bistum somit zur Diözese Exeter, die seit der englischen Reformation ein Teil der anglikanischen Church of England war. Am 15. Dezember 1876 wurde das Archidiakonat Conwall aus der Diözese Exeter ausgegliedert, um die Diözese Truro zu biden.

## Struktur
Neben dem Diözesanbischof gibt es einen Suffraganbischof in Saint Germans.
Die mehr als 200 Pfarrgemeinden sind zwölf Dekanaten zugeordnet. Je sechs Dekanate bilden die beiden Archidiakonate Bodmin und Cornwall.